# Бараусов, Андрей Иванович
Андрей Иванович Бараусов (род. 5 августа 1961, Якутская АССР, РСФСР, СССР) — советский и российский серийный убийца и насильник, совершивший не менее 7 убийств и 9 изнасилований в период с 1983 по 1997 год и в конце 2010-х годов на территории Якутии и Новосибирской области. Истинный масштаб преступных деяний неизвестен следователям. Бараусову удавалось избегать уголовной ответственности несколько десятилетий. Лишь после второго осуждения в начале января 2022 года Андрей Бараусов дал признательные показания, спустя почти 40 лет после начала серии убийств и изнасилований. Основными жертвами Бараусова были несовершеннолетние девочки. Известен под прозвищами «Ленский маньяк» и «Якутский Чикатило».

## Биография

### Работа и семья
О ранних годах жизни Андрея Бараусова известно крайне мало. Родился 5 августа 1961 года в Якутии, детство и юность провёл в городе Ленск. После окончания школы Андрей освоил профессию водителя. С 1979 по 1981 год Бараусов проходил срочную службу в рядах Советской армии. После демобилизации Бараусов вернулся в Ленск, где женился на местной девушке, которая в 1981 году родила ему дочь. Через несколько лет супруга родила Бараусову сына. С середины 1980-х по 1997 год Андрей Бараусов работал водителем «Удачнинского горно-обогатительного комбината», где он характеризовался положительно. Он не увлекался алкогольными напитками и не был замечен в проявлении агрессии по отношению к девушкам и женщинам.

### Серия убийств (1983—1994)
Первое убийство Бараусов совершил 19 февраля 1983 года. В этот день в Ленске в одной из квартир на улице Первомайской проходила свадьба его родного дяди. После застолья Бараусов, будучи в состоянии алкогольного опьянения, ночью вышел на улицу. При себе он имел нож. Во время прогулки он встретил возле детского сада «Солнышко» незнакомую ему Елену Старилову. Он утверждал, что пытался завязать с ней знакомство, но девушка игнорировала его попытки, после чего, впав в состояние гнева, он совершил на неё нападение, в ходе которого нанёс ей несколько ударов ножом. Он оттащил умирающую девушку на территорию детского сада, где в одной из беседок попытался совершить с ней половой акт, но вынужден был бежать при появлении прохожих.
Следующие два убийства преступник совершил вечером 3 августа 1991 года в Ленске. Во время рабочего дня Бараусов проезжал мимо одного из домов на улице Ойунского, где он увидел двух маленьких девочек, стоящих у дороги. В ходе разговора с детьми Бараусову с помощью обмана удалось посадить в кабину своего грузовика четырёхлетнюю Марину и пятилетнюю Катю. Он отвёз девочек в лесистую местность на северо-западной окраине города недалеко от реки Мухтуйка. Угрожая ножом, он изнасиловал обеих девочек, после чего зарезал их. Андрей Бараусов впоследствии рассказывал во время допросов:
Они всё время плакали, просились домой, а у меня ещё недопитая бутылка была. Я испугался, что они расскажут, как говорится, маме и папе, что обо мне подумают потом, просто взял и убил быстро. Они даже и не поняли, возможно.
Тела убитых он похоронил в неглубоких могилах на территории леса. Убитые девочки были объявлены в розыск и числились пропавшими без вести почти 30 лет.
В апреле 1992 года Бараусов совершил убийство 25-летней Людмилы Наливкиной на территории города Мирный. В тот период Андрей Бараусов работал водителем в Орто-Нахарском участке отдела сельскохозяйственного обеспечения Удачнинского горно-обогатительного комбината. Оказавшись в городе, Бараусов разгрузил грузовик, после чего поехал обратно в Ленск. На дороге он посадил в кабину грузовика Людмилу Наливкину, которая пыталась автостопом уехать из города. Во время поездки Бараусов предложил девушке отвезти её домой, на что она ответила согласием. Приехав на место поздно вечером, он пытался уговорить девушку продолжить знакомство, однако та отказалась, но при этом разрешила ему проводить её до дома. Дойдя до одного из домов, он заподозрил, что девушка его обманывает и ведёт не к своему дому, и совершил на неё нападение, в ходе которого нанёс ей несколько ударов по голове монтировкой, причинив черепно-мозговую травму. Бессознательное тело девушки он оттащил в кустарник, где сексуально надругался над ней, после чего покинул место совершения преступления, а Наливкина скончалась.
28 августа 1994 года в Ленске под предлогом, что он знакомый родителей, Андрей заманил к себе в грузовик 5-летнюю Юлю. Он отвёз девочку на перекрёсток улиц Аммосова и Октябрьской. Бараусов утверждал, что, остановив автомобиль, вышел из него, после чего открыл заднюю дверь кабины, взял сумку и попросил Юлю достать из неё инструмент. После того как девочка нагнулась через спинку заднего сиденья к сумке, он нанёс ей сильный удар по голове монтировкой, от которого девочка потеряла сознание. Спрятав на заднем сидении, Бараусов отвёз её на окраину города, где недалеко от пионерского лагеря «Алмаз» изнасиловал и забил до смерти всё той же монтировкой. Тело убитой он похоронил в неглубокой могиле. Юля числилась пропавшей без вести 27 лет.
Через четыре месяца, вечером 22 декабря 1994 года Бараусов во время прогулки в парке встретил трёх несовершеннолетних девочек. Он попытался познакомиться с ними и приобнял одну из них, 14-летнюю Татьяну, за талию. Испугавшись намерений незнакомца, Татьяна вырвалась из объятий Бараусова и скомандовала подругам бежать, после чего принялась бежать сама. Убегая от Бараусова, одна из девочек, 15-летняя Римма, споткнулась и упала. Бараусов настиг Римму и, угрожая ей газовым пистолетом, затащил её на территорию заброшенной стройки, где изнасиловал, но оставил в живых.
Вина Бараусова в совершении этой серии преступлений была доказана только в 2023 году.

### Двойное убийство (1997)
В начале 1997 года жена Бараусова умерла от рака, после чего он проживал в квартире с двумя детьми. В начале августа 1997 года Андрей Бараусов на территории Ленска в разгар грибного сезона отправился в лес, где встретил двух несовершеннолетних девочек в возрасте 9 и 12 лет, которые собирали грибы в лесу. Бараусов был вооружён мелкокалиберной винтовкой «ТОЗ-16», угрожая которой быстро подавил их сопротивление. Одну из девочек он сразу застрелил, а вторую ударил ножом в грудь, после чего совершил с их трупами акт некрофилии. Тела убитых он оставил на месте преступления, забросав их сухой листвой и мхом. Уходя из леса, Бараусов наткнулся на группу грибников, чей автомобиль застрял во рве. Бараусов помог вытолкать автомобиль из рва и некоторое время провёл среди грибников, которые запомнили черты его внешности и телосложения. После обнаружения трупов убитых девочек следователи нашли свидетеля, который оказал им помощь в установлении личности каждого из этой группы грибников, которые первоначально попали под подозрение. Все они были найдены и подвергнуты допросу. В ходе допроса они дали показания, в которых отсутствовали нестыковки, благодаря чему они были исключены из числа подозреваемых. Все участники группы дали описание внешности Андрея Бараусова, на основании которого был составлен его фоторобот, после чего он стал основным подозреваемым.

### Арест и первый приговор
В этот период в милицию Ленска обратилась молодая девушка, которая заявила о том, что стала жертвой изнасилования. Согласно её показаниям, она была подвергнута нападению в парке неизвестным ей мужчиной. Во время попытки сексуального насилия девушка продемонстрировала лояльность преступнику и предложила ему пойти в свою квартиру с целью занятия сексом. Бараусов принял предложение девушки. Он провёл с ней ночь в её квартире, после чего ушёл, не причинив никакого вреда её здоровью. Девушка во время дачи показаний вспомнила важную деталь. Она утверждала, что во время нахождения в парке насильник указал ей на автомобиль «ГАЗ-66», который был припаркован возле одного из зданий, и заявил, что он принадлежит ему.
Бараусов проживал в доме, где был припаркован «ГАЗ-66», и попал в число подозреваемых, так как ранее в 1991 году подвергался задержанию сотрудниками милиции по подозрению в демонстрации своего полового члена посторонним женщинам в парке города Ленска. В конце августа 1997 года Бараусов был приглашён в РОВД города Ленск, где ему был задан ряд вопросов. Он неожиданно подтвердил, что в день убийства девочек ездил в лес, но отказался признать свою причастность к совершению убийств. Под давлением свидетельских показаний он вынужденно признал, что, уезжая из леса, помог группе грибников вытащить их автомобиль из рва, после чего признался в совершении убийств. На следующий день Бараусов под конвоем был доставлен на место преступления, где показал место встречи с убитыми, места совершения убийств и другие детали. 16-летняя дочь преступника после ареста отца заявила сотрудникам милиции, что, начиная с 8-летнего возраста, подвергалась изнасилованию с его стороны, но впоследствии отказалась от своих показаний.
В оперативно-следственной группе, поймавшей Бараусова, были милиционер Виталий Егоров и начальник розыска Ленского РОВД Владислав Пшенников. Согласно их свидетельствам, во время допросов Бараусов признал свою причастность к совершению ещё пяти убийств девушек, девочек и женщин. Он указал на карте милиционерам места захоронения тел, где в последующие месяцы были организованы работы по обнаружению останков. Бараусов не выражал раскаяния в содеянном.
Из воспоминаний подполковника милиции в отставке Владислава Пшенникова:
Душил верёвкой, бил палкой, стрелял, резал... Я у него тогда спрашивал: «Ты что такой урод-то? Если ты убиваешь, мог бы нормально убить». Он мне с сожалением, как бы с претензией, сказал: «Не умирают». Он был немного угнетëн на тот момент. Сказал: «Ладно, я напишу всё. Вам даже не снилось, сколько я наделал, натворил дел». С ним поговорить – это не человек. Никакого сожаления ни к чему. Конечно, было желание отдать родителям. Был бы маленько сам психбольной, застрелил бы сразу.
В конечном счёте никаких останков тел других жертв Бараусова найдено не было, вследствие чего ему были предъявлены обвинения в совершении только двойного убийства. В 1998 году Андрей Бараусов был признан виновным по всем пунктам обвинения, после чего суд приговорил его к смертной казни, которая в связи с принятием моратория на исполнение смертных приговоров была заменена ему на уголовное наказание в виде 18 лет лишения свободы.

### Первый срок и освобождение
Бараусов был этапирован для отбытия наказания в исправительную колонию ИК-9, расположенную на территории Алтайского края. Несмотря на тяжесть совершённых им деяний, Бараусов, будучи в заключении, не попал в категорию осуждённых, занимающих низшую ступень в тюремной иерархии. Он не пользовался авторитетом среди других осуждённых, но тем не менее был на хорошем счету, характеризовался положительно и работал на престижной должности в столовой тюрьмы. Отбыв своё уголовное наказание полностью, Андрей Бараусов вышел на свободу в 2015 году, после чего переехал в село Глядин (Алтайский край), где на тот момент проживала его дочь. Узнав о том, что Бараусов вышел на свободу и остался в Алтайском крае, принимавший в 1997 году участие в его поимке Виталий Егоров начал писать письма в Алтайское МВД, требуя, чтобы за Бараусовым был установлен строгий административный надзор. Проведя некоторое время в Алтайском крае, в конце 2010-х Бараусов переехал в Новосибирскую область, где нашёл работу. В этот период он совершил 6 нападений на несовершеннолетних девочек, во время которых подверг их сексуальному насилию, но оставил в живых.

### Второй приговор и возобновление расследования
Бараусов был арестован в 2020 году. Судебный процесс проходил в Новосибирском районном суде в закрытом режиме, вследствие чего подробности процесса неизвестны, а материалы уголовного дела никогда не разглашались общественности и не были представлены для ознакомления СМИ. Во время судебного процесса его вина в 6 изнасилованиях несовершеннолетних девочек была полностью доказана, после чего суд снова назначил ему уголовное наказание в виде 18 лет лишения свободы.
После осуждения Андрея Бараусова Егоров, не добившись от руководства Алтайского МВД никаких действий, написал два письма, адресованных уполномоченному по правам ребёнка в России Анне Кузнецовой и председателю Следственного комитета России Александру Бастрыкину.
Из письма Бастрыкину:
В Ленске в августе 1997 года за убийство двух девочек 9 и 12 лет был задержан Бараусов. В 1998 году суд приговорил его к высшей мере наказания, но наступил мораторий на смертную казнь, и он, отсидев 18 лет, вышел на свободу и выехал на постоянное место жительства в Алтайский край, а затем в Новосибирскую область, где совершил 6 эпизодов развратных действий и изнасилований в отношении малолетних. В 2021 году он осуждён Новосибирским судом к 18 годам лишения свободы, отбывает наказание в тюрьме для особо опасных преступников в Алтайском крае (ИК-9). Ещё в начале 90-х годов он подозревался в убийстве малолетних детей, трупы которых так и не были обнаружены. В 1997 году, когда его задержали за убийство двух девочек, он признавался в убийстве ещё пяти человек: двух женщин и трёх девочек, но позже отказался от своих признаний. Есть основания полагать, что его тогда «не доработали» до конца. Сейчас представляется прекрасная возможность поговорить с Бараусовым на эту тему. Ему 60 лет, 18 лет лишения свободы для него равносильно пожизненному сроку, и он может пойти на контакт, выдав места захоронения своих жертв. Всё это говорю не голословно. Я всю жизнь работал в уголовном розыске, раскрыл сотни убийств, в том числе прошлых лет, ещё в советское время был признан лучшим сыщиком страны, от простого опера дошёл до руководителя криминальной милиции МВД Якутии. Зная поведение людей, которые получили пожизненный срок, почти уверен, что Бараусов пойдёт на контакт и выдаст места захоронений своих жертв. Александр Иванович! Поручите, пожалуйста, опытному следователю проверить причастность Бараусова к указанным убийствам.
После получения письма Виталия Егорова Александр Бастрыкин приказал возобновить расследование старых уголовных дел и поручил эту работу одному из лучших следователей Следственного комитета Якутии Алексею Калачёву. После второго осуждения Бараусов снова был этапирован в Алтайский край для отбывания уголовного наказания в исправительной колонии ИК-9. Отбыв в тюремном заключении менее года, он стал подвергаться допросам со стороны сотрудников прокуратуры Ленского района и сотрудников Следственного комитета Якутии. В январе 2022 года он по совету своих адвокатов принял решение о сотрудничестве со следствием и предложил заключить соглашение о признании вины. Он согласился признать свою вину в совершении 5 убийств, сопряжённых с изнасилованиями, в обмен на перевод на облегчённые условия содержания в исправительной колонии. Соглашение было достигнуто, после чего Бараусов покинул исправительную колонию и вернулся в Ленск, где более года находился в одном из СИЗО. На протяжении года он давал признательные показания и совместно с сотрудниками следственного отдела по Ленскому району под конвоем выезжал на места совершённых им преступлений для проведения следственных экспериментов, целью которых было воспроизведение опытным путём действий, обстановки и других обстоятельств, связанных с убийствами.

### Третий приговор
Судебный процесс по обвинению Бараусова в совершении 5 убийств и 1 изнасилования открылся 28 марта 2023 года в Ленском районном суде. Уголовное дело проходило по двум статьям – п.п. «е», «з» ст. 102 УК РСФСР (умышленное убийство с целью сокрытия другого преступления, сопряжённое с изнасилованием, пяти лиц) и ч. 3 ст. 117 УК РСФСР (изнасилование несовершеннолетней).
На основании условий соглашения о признании вины Андрей Бараусов, несмотря на тяжесть совершённых им деяний, избежал пожизненного лишения свободы и 23 мая 2023 года был приговорён к 21 году лишения свободы.
После вынесения приговора Андрей Бараусов неожиданно отказался от своих признательных показаний и заявил о своей непричастности к серии убийств. В интервью корреспондентам телерадиокомпании «Алмазный край» Бараусов заявил, что во время дачи показаний испытывал давление со стороны следствия и оговорил себя. Он утверждал, что не знает, где в действительности были захоронены тела убитых девочек и девушек. В пользу версии своей невиновности он привёл факты того, что в местах захоронений жертв, которые он указал следователям, в ходе следственно-эксгумационных работ сотрудники правоохранительных органов не смогли обнаружить никаких человеческих останков.